# Рікардо Каналес
Рікардо Каналес (ісп. Ricardo Canales, нар. 30 травня 1982, Ла-Сейба) — гондураський футболіст, воротар клубу «Віда».
Виступав, зокрема, за клуби «Депортіво Вікторія», «Мотагуа» та «Атлетіко Колома», а також національну збірну Гондурасу.

## Клубна кар'єра
У дорослому футболі дебютував 2001 року виступами за команду клубу «Депортіво Вікторія», в якій провів п'ять сезонів. 
Своєю грою за цю команду привернув увагу представників тренерського штабу клубу «Мотагуа», до складу якого приєднався 2006 року. Відіграв за клуб з Тегусігальпи наступні чотири сезони своєї ігрової кар'єри.
Протягом 2010—2011 років знову захищав кольори команди клубу «Депортіво Вікторія».
У 2011 році уклав контракт з клубом «Атлетіко Колома», у складі якого провів наступні два роки своєї кар'єри гравця.
Протягом 2013—2014 років знову захищав кольори команди клубу «Мотагуа».
До складу клубу «Віда» приєднався 2014 року. Відтоді встиг відіграти за клуб з Ла-Сейби 68 матчів в національному чемпіонаті.

## Виступи за збірну
У 2009 році дебютував в офіційних матчах у складі національної збірної Гондурасу. Наразі провів у формі головної команди країни 6 матчів.
У складі збірної був учасником розіграшу Золотого кубка КОНКАКАФ 2009 року у США та чемпіонату світу 2010 року у ПАР.

## Титули і досягнення
- Переможець Центральноамериканського кубка: 2011